# Municipio de Caernarvon (condado de Lancaster)
El municipio de Caernarvon (en inglés: Caernarvon Township) es un municipio ubicado en el condado de Lancaster en el estado estadounidense de Pensilvania. Según el censo del año 2000 tenía una población de 4278 habitantes y una densidad poblacional de 71,9 personas por km².

## Geografía
El municipio de Caernarvon se encuentra ubicado en las coordenadas 40°08′13″N 75°57′29″O / 40.13694, -75.95806.

## Demografía
Según la Oficina del Censo en 2000 los ingresos medios por hogar en la localidad eran de $47 905 y los ingresos medios por familia eran de $50 410. Los hombres tenían unos ingresos medios de $36 630 frente a los $21 250 para las mujeres. La renta per cápita de la localidad era de $17 881. Alrededor del 8,1% de la población estaba por debajo del umbral de pobreza.